# Miwok de la sierra

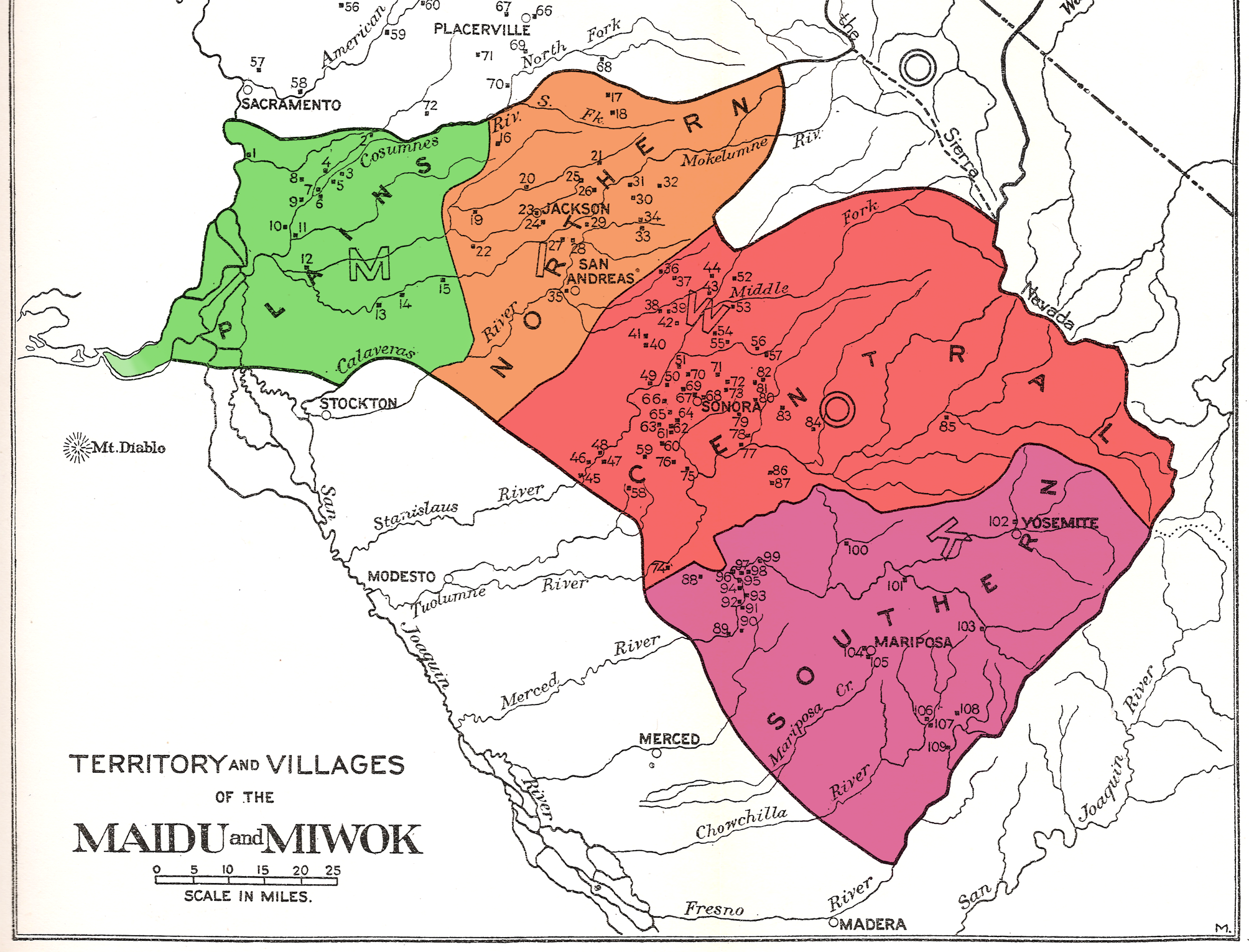
Mapa del territori i viles (no exhaustiu) dels miwok de la planura i de la sierra (després de Kroeber 1925).

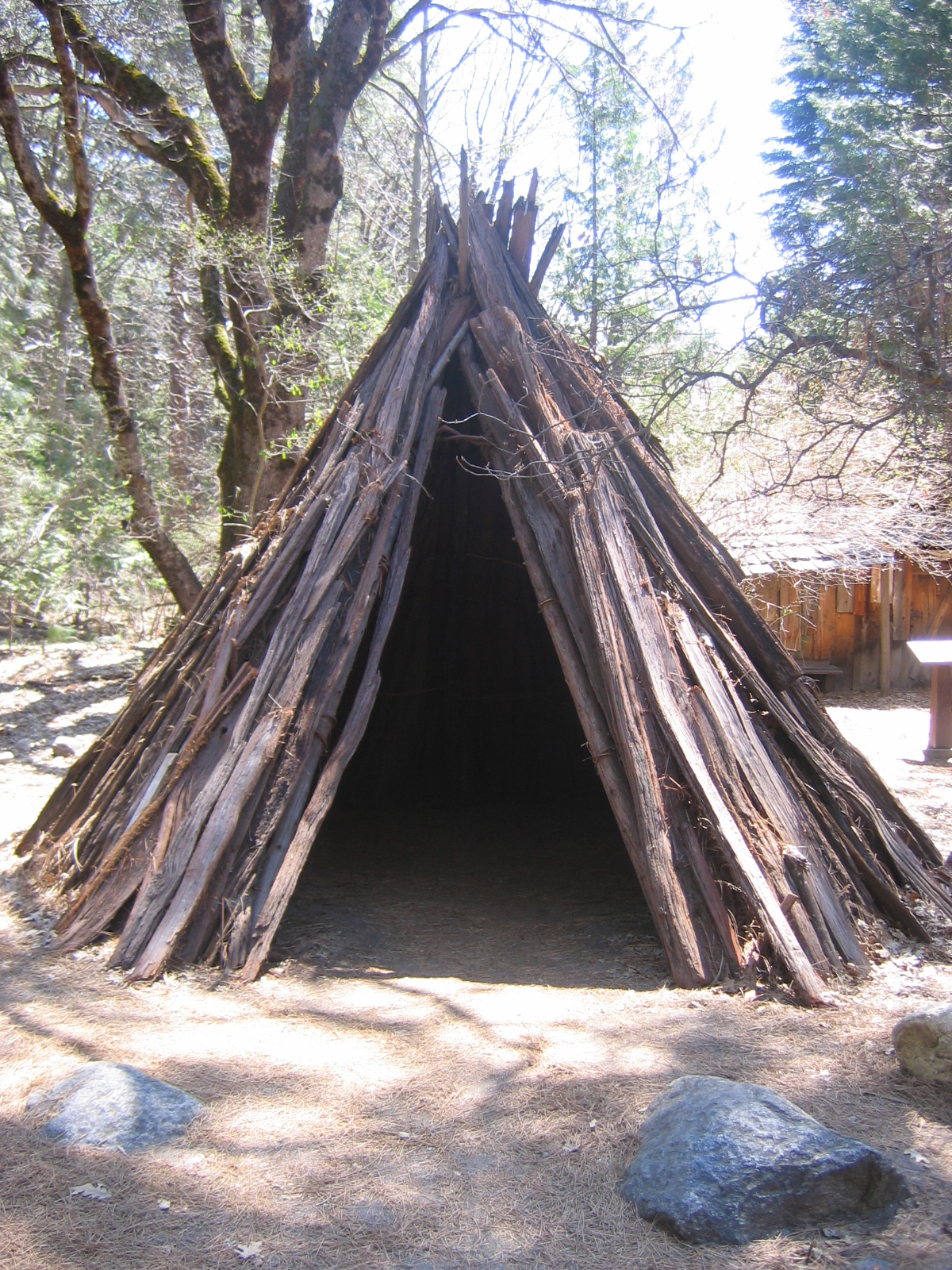
Reproducció d'una cabana típica umuucha al Yosemite

Els miwok de la sierra i la planura (miwoks de la vall del Sacramento i la Sierra Nevada) són un subgrup dels miwok, un poble d'amerindis dels Estats Units. Vivien al Nord de Califòrnia en el vessant occidental de la Sierra Nevada entre els rius Fresno i Cosumnes i també a la Vall Central de Califòrnia, a la part nord del delta dels rius Sacramento- San Joaquin àrea, on convergeixen els rius Cosumnes, Mokelumne i Sacramento.
Molts miwok de la sierra avui viuen a prop dels seus territoris tradicionals i a ranxeries índies com ranxeria Buena Vista, ranxeria Chicken Ranch, ranxeria Jackson, ranxeria Sheep Ranch, ranxeria Shingle Springs i la ranxeria Tuolumne.

## Població
Alfred L. Kroeber estimatà en 9.000 la població de miwok de la sierra i de les planures en 1770, però hom creu que és una estimació baixa. Richard Levy n'estimava uns 17.800. En 1848 llur població estimada era de 6.000, en 1852 de 4.500, en 1880 de 100, i en 1910 la població estimada era de 670.

## Cultura
Els miwok de la sierra i la planura vivien en una societat caçadora-recol·lectora i s'organitzaven en petites tribus locals sense una autoritat política centralitzada. Eren experts en la cistelleria i continuen les tradicions avui.

### Religió
La visió original dels miwok de la sierra i de la planura incloïa el xamanisme. Una manera que va prendre aquest era la religió kuksu que es va fer evident al centre i nord de Califòrnia, i va incloure elaborades cerimònies d'actuació i de ball amb el vestit tradicional, la cerimònia anual del matí, ritus de pas a la pubertat, intervenció xamànica amb el món dels esperits i una societat exclusivament masculina que organitva trobades per dansar en cambres subterrànies. El kuksu va ser compartit amb altres grups ètnics amarindis del centre de Califòrnia, com els pomos, maidus, ohlone, esselen, i els més septentrionals yokuts. Tanmateix, Kroeber va observar menys "cosmogonia especialitzada" en els miwok, que va qualificar d'un dels "grups meridionals de dansa kuksu" en comparació amb el maidu i altres tribus del nord de Califòrnia.

### Narrativa tradicional
El registre de mites, llegendes, contes i històries dels miwok de les planes i sierra és un dels més extensos en l'estat. Aquests grups participen en el patró cultural general de la Califòrnia Central.

#### Mitologia
La mitologia miwok és similar a les dels altres amerindis del nord i centre de Califòrnia. Els miwok de la sierra i de la planura creien en esperits humans i animals, i veien els esperits animals com a llurs avantpassats. El coiot és vist com el seu ancestre i com a deïtat creadora.

## Divisions
Hi havia quatre subdivisions lingüístiques i regionals definides: miwoks de les planures, miwoks de la sierra del nord, miwoks de la sierra central i miwoks de la sierra del sud.

### Miwok de les planures
Els miwok de les planures habitaven una porció del delta del Sacramento-San Joaquin a la vall central i planures adjacents al sud de l'actual comtat de Sacramento, a l'est del comtat de Solano, i al nord del comtat de San Joaquin. Parlaven miwok de la planura, que pertany a la branca miwok de les llengües utianes.

#### Viles i tribus locals
Els antropòlegs clàssics van registrar una sèrie de viles miwoks de les planures específiques, però es van mantenir com a hipòtesi de treball per Bennyhoff en els anys 1950 i 1960 en reconèixer més tribus territorials locals amb múltiples viles com a senyal d'organització d'ús del sòl pels miwok de la planura. Les ubicacions dels llogarets específiques publicades eren:
- Al riu Cosumnes: Chuyumkatat, Lulimal, Mayeman, Mokos-umni, Sukididi, Supu, Tukui, Yomit[10]
- Vora el riu Cosumnes: Umucha, Yumhui; al riu Mokelumne: Lel-amni, Mokel(-umni), Sakayak-umni; al marge oriental del riu Sacramento després de Sacramento: Hulpu-mni; a Jackson Creek: Ochech-ak[11]

La tinença de terres més importants entre les tribus locals en el moment de la colonització espanyola a Califòrnia van ser:
- Anizumne a Rio Vista al cantó oriental del riu Sacramento
- Chilamne a Bellota vora el riu Calaveras
- Chucumne a l'illa Liberty al cantó occidental del riu Sacramento
- Cosomne a la ranxeria Wilton vora el riu Cosumnes
- Gualacomne a Freeport a ambdós marges del riu Sacramento
- Guaypemne a Terminous al delta del riu Mokelumne
- Lelamne a Clements vora el riu Mokelumne
- Muquelemne a Ione vora el riu Mokelumne
- Musupum a l'illa Andrus en la confluència dels rius Mokelumne i San Joaquin
- Ochejamne a Courtland al cantó oriental del riu Sacramento
- Quenemsia a l'illa Grand entre els canals distribuïdors del riu Sacramento
- Seuamne a Jenny Lind en el riu Calaveras (intermedi fins als miwok de la sierra del nord)
- Sonolomne probablement als torrents Dry i Laguna a l'est de Galt
- Unizumne a Thornton en la confluència dels rius Cosumnes i Mokelumne
- Ilamne a Yolano en el cantó occidental del riu Sacramento (nord-oest de Freeport)[12]

#### Història
La majoria dels membres de les tribus locals miwok de la planura foren traslladats entre 1812 i 1833 a la missió franciscana San Jose, en alguns casos a través de l'atracció i en altres casos a través de la intimidació. El 1815 representaven el 14% dels amerindis de la missió, i cap al 1830 ja suposaven el 42% de la població de la missió. En 1834 i 1835, centenars de miwoks de la planura supervivents de la malària de la vall central de 1833 foren batejats a la Missió San Jose. A finals de 1835 el miwok de la planura era la llengua nadiua del 60% dels amerindis de la missió. Entre 1834 i 1838 les missions fren secularitzades (tancades com a comunes agrícoles). Molts miwoks de la planura foren retornats a les seves terres d'origen, on entre 1839 i 1841 John Sutter enfrontà entre si els grups locals per tal de guanyar el control de la baixa vall del riu Sacramento. Altres famílies miwok de la planura van romandre a l'àrea de la badia de San Francisco, es casaren amb parlants ohlone, patwin, i yokuts i treballaren als ranxos mexicans.

### Miwok de la sierra del nord
Els miwok del nord habitaren l'alta conca hidrogràfica del riu Mokelumne i el riu Calaveras. Vegeu també Parc històric estatal Indian Grinding Rock vora Volcano (Califòrnia). Parlaven miwok de la sierra del nord, que forma part de les llengües utianes.

#### Viles històriques
Les viles reconegudes dels miwok de la sierra del nord són:
- En l'actual San Andreas: Huta-sil
- En l'actual Jackson: Tukupe-su
- Vora l'actual Jackson: Pola-su
- A la capçalera del riu Calaveras: Kechenti, Kaitimii, Mona-sti
- Entre els rius Calaveras i Mokelumne: Apautawilti, Heina, Ketina
- En el riu Cosumnes: Noma (South Fork), Omo (South Fork), Yule (al sud del riu)
- En el riu Mokelumne. Ktiniisti, Uptistini, Penken-sii (al sud del riu), Sopochi (junt a Jackson Creek)
- A Jackson Creek: Chakane-sii?, Seweu-sii, Tumuti (a la capçalera), Yuloni, en Jackson Creek

### Miwok de la sierra central
Els miwok de la sierra central habitaven l'alta capçalera del riu Stanislaus i del riu Tuolumne. Parlaven miwok de la sierra central.

#### Viles històriques
Les viles autèntiques miwok de la sierra central són:
- A l'actdual Sonora: Akankau-nchi (1), Kuluti. Also in this vicinity: Hunga, Kapanina, Chakachi-no, Akankau-nchi (2), Kesa, Kotoplana, Olaw_ye, Pokto-no, Pota, Siksike-no, Sopka-su, Suchumumu, Sukanola, Sukwela, Telese-no, Tel'ula, Tunuk-chi, Waka-che.
- "En el riu Calaveras: Humata, Katuka, Newichu (entre el riu Stanislaus i una branca)
- En el riu Stanislaus: Akutanuka (nord-oest), Hangwite (South Fork), Kawinucha (North Fork), Kewe-no, Loyowisa (vora la unió de Middle i South Forks), Oloikoto, Sutamasina (South Fork), Takema (Middle Fork), Tipotoya, Tulana-chi, Tulsuna (entre South i Middle Forks), Tuyiwu-nu, Wokachet (South Fork), Wolanga-su (al sud de la unió de South i Middle Forks), Wtiyu Yungakatok (vora la unió de North i Middle Forks)
- En el riu Tuolumne: Akawila (entre una branca dels rius Tuolumne i Stanislaus), Hechhechi (a la capçalera), Hochhochmeti, Kulamu, Pangasema-nu (northern), Pasi-nu (sud-est deSonora), Pigliku (sud), Singawu-nu, Sala
- Vora l'actual San Andreas: Alakani (est), Kosoimuno-nu (junt al riu Stanislaus), Sasamu, (més a l'est), Shulaputi (sud-est)

### Miwok de la sierra del sud
Els miwok del sud vivien a les ribes inferiors del riu Merced i del riu Chowchilla, així com a Mariposa Creek. Parlaven miwok de la sierra del sud.

#### Viles històriques
Les viles autèntiques miwok de la sierra del sud són:
- Vora l'actual Mariposa: Kasumati, Nochu-chi
- A la capçalera del riu Chowchilla: Nowach, Olwia
- En el riu Fresno: Wasema, Wehilto
- En el riu Merced: Alaula-chi, Angisawepa, Awal, Hikena, Kakahula-chi, Kitiwana, Kuyuka-chi, Owelinhatihu, Palachan, Sayangasi, Siso-chi, Sope-nchi, Sotpok, WilitoYawoka-chi

## Notables miwoks de la sierra i la planura
- Lucy Telles, cistellera.